# Distritos de Nueva Zelanda

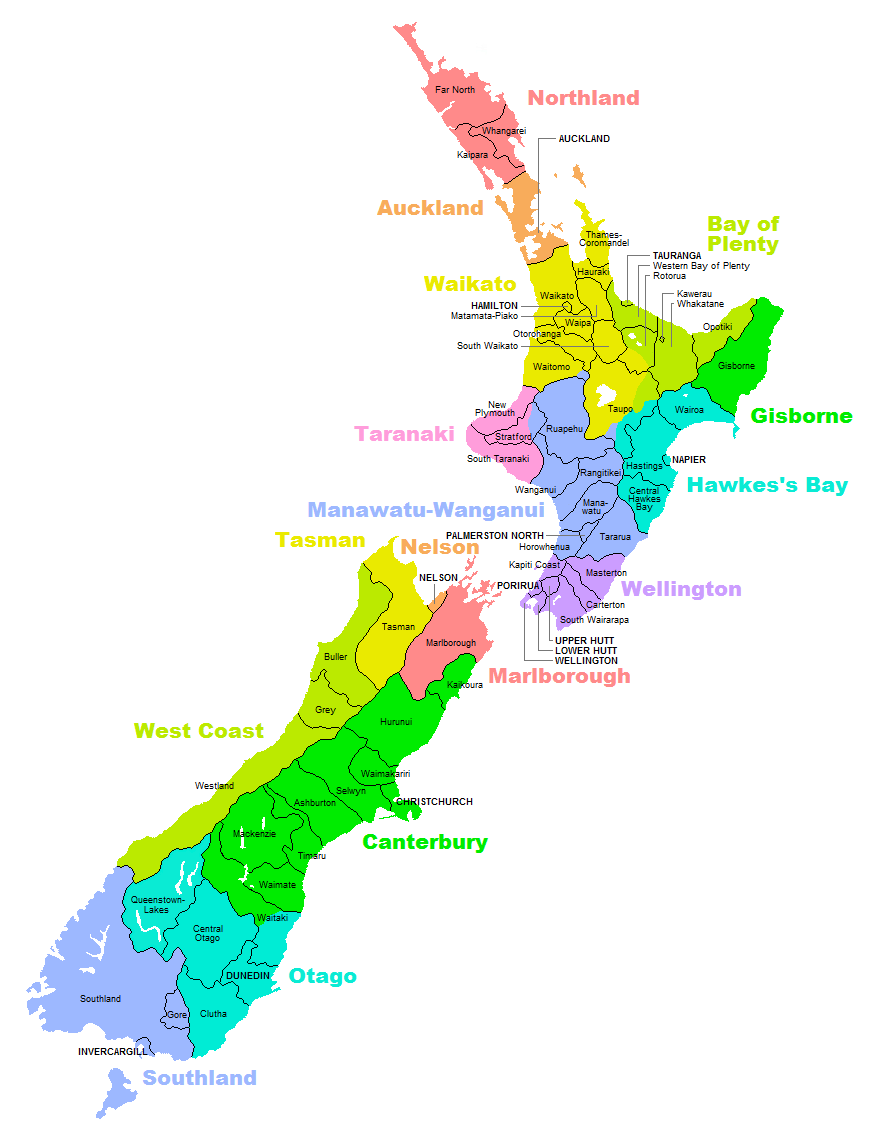
Regiones y distritos de Nueva Zelanda.

Un distrito en Nueva Zelanda es un área de autoridad territorial, gobernada por un Consejo de Distrito como un ente de segundo nivel. Estos se formaron como resultado de las reformas del gobierno en 1989.

## Distritos
Hay actualmente 53 distritos:
| - Distrito de Ashburton - Distrito de Buller - Distrito de Carterton - Distrito de Central Hawke's Bay - Distrito de Central Otago - Distrito Clutha - Distrito de Far North - Distrito de Gisborne - Distrito de Gore (Nueva Zelanda) - Distrito de Grey - Distrito de Hastings - Distrito de Hauraki - Distrito Horowhenua - Distrito de Hurunui - Distrito de Kaikoura - Distrito de Kaipara - Distrito de Kapiti Coast - Distrito de Kawerau - Distrito de Mackenzie - Distrito de Manawatu - Distrito de Marlborough - Distrito de Masterton - Distrito de Matamata-Piako - Distrito de New Plymouth - Distrito de Opotiki - Distrito de Otorohanga - Distrito de Queenstown-Lakes | - Distrito de Rangitikei - Distrito de Rotorua - Distrito de Ruapehu - Distrito de Selwyn - Distrito de South Taranaki - Distrito de South Waikato - Distrito de South Wairarapa - Distrito Southland - Distrito de Stratford - Distrito de Tararua - Distrito de Tasman - Distrito de Taupo - Distrito de Thames-Coromandel - Distrito de Timaru - Distrito de Waikato - Distrito de Waimakariri - Distrito de Waimate - Distrito de Waipa - Distrito de Wairoa - Distrito de Waitaki - Distrito de Waitomo - Distrito de Wanganui - Distrito de Western Bay of Plenty - Distrito de Westland - Distrito de Whakatane - Distrito de Whangarei |

- Los distritos de Tasman, Marlborough, Gisborne y Auckland se rigen por consejos, ya que son autoridades unitarias.
- El distrito de Kaikoura fue trasladado de la región de Nelson-Marlborough a la región de Canterbury en 1992.
- El distrito Península de Banks se convirtió en parte de Christchurch como resultado del referéndum de 2005.
- EL distrito de Franklin, distrito de Papakura y el distrito de Rodney ya no existen a partir de 2010. Se convirtieron en parte de otros Distritos y de la región de Auckland.